# Aleksander Bieliński
Aleksander Bieliński (Ksawery, Leopold, z Bielin h. Szeliga), (ur. 4 października 1818 w Lublinie, zm. 28 grudnia 1877 w Turce k. Lublina) – prawnik, sybirak, Prezes Dyrekcji Szczegółowej Towarzystwa Kredytowego Ziemskiego, właściciel Turki.

## Życiorys
Jego rodzicami byli: pułkownik Adam Bieliński (powstaniec kościuszkowski) i Julianna Zygiert (1780-1850).
Maturę zdał w rosyjskim Gimnazjum Gubernialnym w 1837 r., po czym udał się do Warszawy, gdzie pracował jako aplikant w Trybunale Mazowieckim. Działał w tamtejszym tajnym Stowarzyszeniu Ludu Polskiego. Aresztowany w 1838 r. został osadzony Cytadeli Warszawskiej. Sąd wojskowy skazał go w 1839 r. na karę śmierci. Wyrok ten złagodzono na „wysłanie do Syberii na zamieszkanie”. Po dwóch latach pobytu na Kuraganie powrócił do Lublina. Gospodarował w swych majątkach: Mosznie i Jabłonnie. Wybrano go na radcę Lubelskiej Dyrekcji Towarzystwa Kredytowego Ziemskiego. Wkrótce wstąpił do tajnego Związku Narodu Polskiego Ks. Piotra Ściegiennego. Aresztowany w 1843 r., osadzony był znów w cytadeli i w 1844 r. skazany na bezterminowe ciężkie roboty w syberyjskich kopalniach i konfiskatę mienia. W nerczyńskich zakładach górniczych nabawił się szkorbutu.
Zwolniony z katorgi w 1851 r. pracował w Irkucku i jego okolicach, a następnie w Tobolsku. Na mocy manifestu koronacyjnego uzyskał w 1857 r. pozwolenie na powrót do kraju. Po powrocie, w 1859 r., osiadł w majątku rodzinnym w Turce k. Lublina, gdzie zniósł pańszczyznę. Ożenił się 15 VI 1861, w m. Pawłów. Jego żoną została Maria Łucja Hynke-Piotrowska h. Awdaniec (1840-1890). Miał troje dzieci w tym jego synem był Adam Bieliński (1863-1928), Antoni Piotr 1864-1930 i córka Jadwiga Aniela Bielińska z Bielin h. Szeliga (1865-1925). Przez długi okres pozostawał pod dozorem policyjnym. Brał udział w Stowarzyszeniach Ziemiańskich. Przez kilka lat był prezesem Lubelskiej Dyrekcji Towarzystwa Kredytowego Ziemskiego. W okresie przedpowstaniowym, w latach 1861–1863 zbierał i sam ofiarował znaczne sumy na cele narodowe.
Zamieszkał w Turce jako właściciel tej miejscowości.